# Aartsbisdom Salta

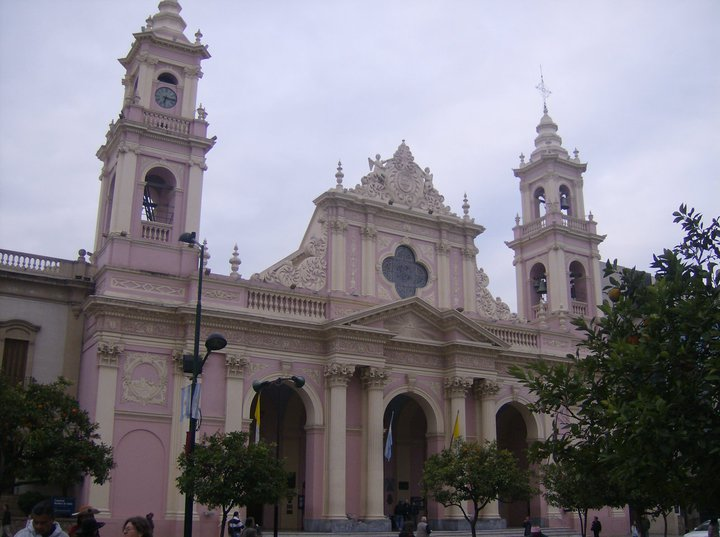
De kathedraal van Salta

Het aartsbisdom (rood) binnen de kerkprovincie Salta (roze)

Het aartsbisdom Salta (Latijn: Archidioecesis Saltensis) is een rooms-katholiek aartsbisdom met als zetel Salta in Argentinië.  
Het bisdom Salta werd opgericht in 1806. In 1934 werd het verheven tot aartsbisdom.
De kerkprovincie Salta bestaat verder uit drie suffragane bisdommen en twee territoriale prelaturen:
- Bisdom Catamarca
- Bisdom Jujuy
- Bisdom Orán
- Territoriale prelatuur Cafayate
- Territoriale prelatuur Humahuaca

In 2020 telde het aartsbisdom 69 parochies. Het aartsbisdom heeft een oppervlakte van 92.860 km² en telde in 2020 1.017.000 inwoners waarvan 89,9% rooms-katholiek was. 

## Aartsbisschoppen
- Roberto José Tavella, S.D.B. (1934-1963)
- Carlos Mariano Pérez Eslava, S.D.B. (1963-1984)
- Moisés Julio Blanchoud (1984-1999)
- Mario Antonio Cargnello (1999-)

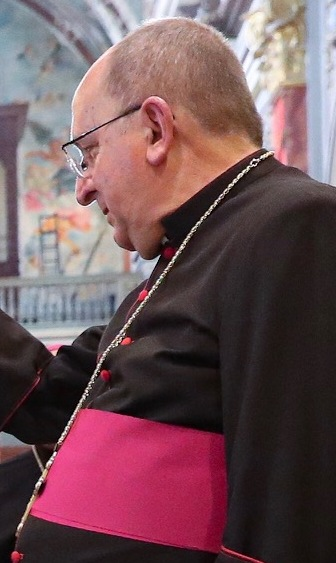
Mario Antonio Cargnello

Salta (aartsbisdom) · Cafayate (territoriale prelatuur) · Catamarca · Humahuaca (territoriale prelatuur) · Jujuy · Orán